# Шерашово
Шерашово (рос. Шерашово) — село Кабанського району, Бурятії Росії. Входить до складу Сільського поселення Байкало-Кударинське.
Населення — 150 осіб (2015 рік).